# Francois Hougaard
Francois Hougaard (Paarl, 6 de abril de 1988) es un jugador sudafricano de rugby que se desempeña como medio scrum.

## Selección nacional
Fue convocado a los Springboks por primera vez en noviembre de 2009 para enfrentar a la Azzurri y desde entonces es convocado regularmente en su seleccionado, aunque no logró la titularidad. En total lleva jugados 47 partidos y marcó 25 puntos, productos de cinco tries.

### Participaciones en Copas del Mundo
Participó del mundial de Nueva Zelanda 2011 donde Heyneke Meyer lo convocó como reserva, por detrás del titular Fourie du Preez y el suplente Ruan Pienaar.
| Mundial                       | Sede          | Resultado        | PJ | Tries |
| ----------------------------- | ------------- | ---------------- | -- | ----- |
| Copa Mundial de Rugby de 2011 | Nueva Zelanda | Cuartos de final | 5  | 3     |

## Palmarés
- Campeón del Super Rugby de 2009 y 2010.